# 圖盧茲大學
图卢兹大学（法語：Université de Toulouse，建于1229年，是世界上最早的大学之一，主校区位于法国的大学城图卢兹。20世纪60年代末，图卢兹大学分成三个独立大学和若干个工程师学校。

## 历史
2007年3月，这些学校组成图卢兹大学联盟，主要成员包括图卢兹第一大学、第二大学和第三大学，法国国立应用科学院（INSA de Toulouse），法国国立理工学院（INP）和高等航空航天学院（SUPAERO-ENSICA），图卢兹商学院（Toulouse Business School-ESC Toulouse ），图卢兹政治学院（Toulouse Political Studies Institute），国家飞行学院（The National Civil Aviation School）， 国立建筑学院（Toulouse National Higher Architecture Institute），国立农学院（The National Agronomy School），国立医学院 （National Veterinary School）等。

## 学科设置
- 法律、经济（工业经济、社会经济、金融、统计数学）、管理
- 计算机、电子工程、信息科学、数学、航空航天
- 社会学、政治学、语言、历史

## 外部連結
- University of Toulouse PRES Université de Toulouse （页面存档备份，存于）
- Université Toulouse I Sciences Sociales 图卢兹一大 （页面存档备份，存于）
- Université Toulouse II Le Mirail 图卢兹二大（页面存档备份，存于）
- Université Toulouse III Paul Sabatier 图卢兹三大 （页面存档备份，存于）
- INSA de Toulouse 图卢兹国立应用科学学院INSA（页面存档备份，存于）
- INP de Toulouse 图卢兹国立理工学院INP （页面存档备份，存于）
- ENAC
- SUPAERO 图卢兹航空航天学院ISAE （页面存档备份，存于）
- Toulouse Business School 图卢兹商学院 （页面存档备份，存于）
- Toulouse School of Economics 图卢兹经济学院 （页面存档备份，存于）